# Луцій Катілій Север Юліан Клавдій Регін
Луцій Катілій Север Юліан Клавдій Регін (лат. Lucius Catilius Severus Iulianus Claudius Reginus; ? — після 138) — державний діяч Римської імперії, консул-суффект 110 року і консул 120 року.

## Життєпис
Походив з роду Катіліїв з Віфінії. Службу розпочав у преторіанській гвардії. Вже у 110 році став консулом-суффектом разом з Гаєм Еруціаном Сілоном. У 103–113 роках як імператорський легат—пропретор керував провінціями Вірменія та Капподокія, з 117 року — провінцією Сирія.
У 120 році став консулом разом з імператором Антоніном Пієм. У 123–125 роках як проконсул керував провінцією Африка. По поверненню до Риму призначено префектом міста. На цій посаді перебував до 138 року, коли виступив проти спадкоємця влади Антоніна Пія. Після відставки вів усамітнене життя у власних маєтках. Помер після 138 року